# بني راعي (السبرة)

تعديل مصدري - تعديل

بني راعي محلة تابعة لقرية رجيعة، التابعة لعزلة بلادالشعيبي العليا بمديرية السبرة إحدى مديريات محافظة إب في الجمهورية اليمنية.، بلغ تعداد سكانها 100 حسب تعداد اليمن لعام 2004.